# Paul Henze (Ingenieur)
Paul Henze (* 12. Dezember 1880 in Fürstenwalde/Spree; † 26. Juli 1966 in Moosburg an der Isar) war ein deutscher Maschinenbauingenieur und Automobilpionier.
Von 1899 bis 1902 arbeitete Henze als Chefkonstrukteur bei der Cudell Motor Compagnie in Aachen. 1905 begann er seine Laufbahn als Mitbegründer und Teilhaber des Unternehmens Imperia im belgischen Nessonvaux bei Lüttich, für die er mehrere Motoren konstruierte. Ende 1909 arbeitete er einige Monate für die Simson-Werke in Suhl. 1910 wechselte er zum böhmischen Unternehmen Reichenberger Automobil Fabrik (RAF). Nach einem Zwischenspiel bei Imperia, wo er ab 1913 am Modell Abadal mitentwickelte, wurde er 1916 kriegsbedingt zur Maschinenfabrik Walther Steiger & Co. in Burgrieden zwangsverpflichtet. Noch während des Kriegs konzipierten er und Walther Steiger leistungsfähige Personenwagen, die ab 1920 erfolgreich in Serie gingen.
1922 nahm Henze erneut ein Angebot von Arthur Simson in Suhl an. Bis 1927 – die längste Zeit, die er in einer Stellung blieb – konstruierte er dort mehrere Fahrzeuge, u. a. die legendäre Reihe Simson Supra.
1928 war er kurzzeitig bei der Selve Automobilwerke AG in Hameln beschäftigt. 1929 bereits wechselte er zur NAG in Oberschöneweide, wo er den ersten deutschen Serien-V-8-Motor entwarf. Dieser kam ab 1931 in den Typen 218 und 219 zum Einsatz, wurde allerdings kein kommerzieller Erfolg, da der Markt für große, teure Wagen schon seit Jahren schrumpfte.
Paul Henzes brillante Karriere schien sich von nun an eher unauffällig fortzusetzen, seine Spur als Konstrukteur verliert sich. Was blieb, sind seine frühen, wegweisenden Entwürfe.